# Joey Schalker
Joey Schalker (Delft, 27 februari 1985) is een Nederlands musicalacteur die heeft gespeeld in onder meer Dirty Dancing,  All Shook Up/Love Me Tender,  Legally Blonde en  The Producers.
In 2012 speelt Schalker in de musical Soldaat van Oranje de rol van Paul. In het theaterseizoen 2012/2013 was Schalker te zien als Rooster Hannigan in  Annie.

## Opleiding
Schalker studeerde kunsten, afdeling muziektheater aan de Codarts Hogeschool in Rotterdam. Daarnaast kreeg hij zangles van Alberto ter Doest en spellessen van Arlon Luijten en Kiek Wishaupt.
Ook heeft hij masterclasses gevolgd bij Helmert Woudenberg, Frédérique Sluyterman van Loo, Jan van Opstal en Carlos Garcia Estevez. Daarnaast heeft hij ook een programma op de zomerschool van The Guildford Conservatoire of Acting and Musical Theatre in Engeland gevolgd.

## Theater
- 2008/2009: Dirty Dancing als Billy Kostecki
- 2009/2010:  All Shook Up/Love Me Tender als Dennis
- 2010/2011:  Legally Blonde als Emmet Forrest
- 2011:  The Producers als Leo Bloom
- 2011: Musicals gone Mad als Solist
- 2012:  Soldaat van Oranje als Paul ten Brink
- 2012/2013:  Annie als Haantje Hannigan
- 2013/2014: Flashdance  als Jimmy Kaminsky en alternate Nick
- 2014/2015:  Pippi Langkous als Tommie
- 2015/2016: Harrie Babba als Hakkenbhar
- 2016/2017: Pinokkio als Bert/Bart
- 2017/2018: Vamos als Pieter
- 2018: She loves me als Georg
- 2018/2019: Expeditie Eiland als Ruud Salamons
- 2019/2020: Herrie in de keuken als Bob Heus
- 2021/2022: Harrie neemt de benen als Barrie Vermeulen
- 2022/2023: Zo vader zo zoon als Harrie Vermeulen Junior
- 2023/2024: De komedie over een bankoverval als Guus Liefjes (Cooper)
- 2024/2025: Een rits te ver als Harrie Vermeulen
- 2025/2026: Dubbelop als Harrie Vermeulen

## Filmografie

### Film
- 2016: Fissa - Amanuensis
- 2019: Herrie in de keuken
- 2021: Harrie neemt te benen!
- 2022: Zo vader zo zoon

### Televisie
- 2012: Moeder, ik wil bij de Revue - Wim
- 2018: Craig van de Kreek - zanger beginlied
- 2020: Goede tijden, slechte tijden – revalidatiearts Rogier

### Stemacteur
- Wicked Film 2024 - Moq (Boq)
- Frozen 2 -Zang Kristoff
- Smurfen (2025) Geen Naam (Smurf No Name
- Amphibia - Een-oog Wally
- Lab Rats - Adam
- Inazuma Eleven - Axel Blaze
- Tenkai Knights - Gen
- Hey Arnold! en Hey Arnold! De Junglefilm - Stoepjongen
- Randy Cunningham, 9th grade Ninja - Howard
- Trolls door met de Beat! - Knoest
- Lego Nexo Knights! - Clay Moorington
- Blaze en de monstermachines - Darington
- Cars 3 - Hamilton
- Pieter Konijn - Thomas Verhoef
- Wat Beren Leren - Panda
- Justice League Action - Firestorm
- Toy Story 4 - Axel the Carnie en Tiener Andy
- Frozen II - Kristoff (zang)
- Trouble - Gizmo, Jason Mraz
- Star Wars: Visions - Lan
- Monsters at Work - Tyler Tuskmon
- Sonic Boom - Sonic the Hedgehog
- Centaurwereld - Durpleton
- Terug naar de Outback - Beertje Mooi
- Encanto - Mariano
- Don't Look Up - Stafchef Jason Orlean
- Knabbel en Babbel: Rescue Rangers - Knabbel
- Peperbollen - Sa Aung (seizoen 18, afl. 11)[1]
- Sonic Prime - Sonic the Hedgehog
- Spider-Man: Across the Spider-Verse - Dr. Jonathan Ohnn / The Spot
- Wish - Simon
- Alpha and Omega - Garth
- Droom Producties - Overige stemmen
- Smurfen - Naamloze Smurf

## Prijzen/nominaties
- 2010: nominatie John Kraaijkamp Musical Award voor de Beste Mannelijke Bijrol in en Grote Productie in All Shook Up/Love Me Tender